# Mietek Szcześniak
Mieczysław Wojciech Szcześniak, detto Mietek (Kalisz, 9 luglio 1964), è un cantante polacco.
Ha rappresentato la Polonia all'Eurovision Song Contest 1999 con il brano Przytul mnie mocno.

## Biografia
Dopo essersi diplomato al liceo della sua città natale, Mietek Szcześniak ha studiato alla Facoltà di jazz e musica popolare a Katowice. Ha iniziato a cantare all'età di 6 anni come membro del gruppo Ikary, e ha registrato la sua prima canzone a Stettino come parte del gruppo Funk Factory. Dal 1987 si esibisce da solista.
L'emittente televisiva pubblica polacca TVP l'ha selezionato internamente come rappresentante nazionale per l'Eurovision Song Contest 1999 con il suo nuovo singolo Przytul mnie mocno. Nel contest, che si è tenuto il 29 maggio, si è classificato al 18º posto su 23 partecipanti totalizzando 17 punti. Sempre nel 1999 ha ottenuto enorme successo a livello nazionale con il brano Dumka na dwa serca, in duetto con Edyta Górniak, facente parte della colonna sonora del film Ogniem i mieczem.
Nel 2006 è entrato per la prima volta nella top ten della classifica polacca degli album con il suo disco Zwykły cud, che ha raggiunto il 4º posto. Il suo album del 2015, Songs from Yesterday, una collaborazione con Krzysztof Herdzin, è stato certificato disco di platino dall'associazione musicale polacca ZPAV per aver venduto più di 20 000 copie, mentre l'album successivo, Nierówni (2016), è disco d'oro in Polonia.

## Discografia

### Album in studio
- 1991 – Niby nowy
- 1998 – Czarno na białym
- 2000 – Spoza nas
- 2006 – Zwykły cud
- 2011 – Signs
- 2015 – Songs from Yesterday (con Krzysztof Herdzin)
- 2016 – Nierówni

#### Album natalizi
- 1998 – Raduj się świecie – kolędy

### Raccolte
- 2002 – Złota kolekcja. Kiedyś

### Singoli
- 1989 – Who Loves People
- 1991 – Przed śniadaniem
- 1997 – Raduj się świecie
- 1998 – Tu (Smoszew)
- 1998 – Kocham (tylko Ciebie)
- 1999 – Dumka na dwa serca (con Edyta Górniak)
- 1999 – Prababcia
- 1999 – Przytul mnie mocno
- 2000 – Za-czekam
- 2000 – No co ty na to?
- 2001 – Spoza nas
- 2001 – Miłość nie ustaje
- 2001 – Nie płoszcie miłości (con Kayah)
- 2004 – Kolęda dwóch serc (con Andrzej Piaseczny, Kuba Badach e Andrzej Lampert)
- 2005 – Naprawdę dość
- 2006 – O niebo lepiej
- 2006 – Chyba na pewno
- 2006 – Mama
- 2006 – Wstawaj (con Mezo e Tabb)
- 2007 – Bajka, że to ja
- 2010 – Rzeczy zmieniają się
- 2011 – Signs
- 2012 – Every Body and Soul
- 2012 – Wandering (con Basia Trzetrzelewska)
- 2015 – Na ulicy słowiczej (con Lora Szafran e Marcin Wyrostek)
- 2016 – Jest jeden świat
- 2016 – Poczekaj